# Koralltätskinn
Koralltätskinn (Peniophora lycii) är en svampart som först beskrevs av Christiaan Hendrik Persoon, och fick sitt nu gällande namn av Höhn. & Litsch. 1907. Koralltätskinn ingår i släktet Peniophora och familjen Peniophoraceae.  Arten är reproducerande i Sverige. Inga underarter finns listade i Catalogue of Life.